# Жонес де Спонвиль, Анатоль Октавович
Анатоль Октавович Жонес де Спонвиль (Анатолий Октавович Жонес-Спонвиль, Антуан Октавович Жонес-Спонвиль; род. 1830, Флоренция) — горный инженер.

## Биография
Родился в 1830 году во Флоренции, французский гражданин.
Получил образование в Горной школе Парижа, проходил практику в Швеции, где изучал различные способы бессемерования стали.
С 1852 году на службе в Главной конторе Демидовых в Петербурге. Горный инженер Тагильских заводов. В 1868 году получил новую должность Главного уполномоченного в Нижнетагильском горном округе.
В июне 1899 года принимал участие в уральской экспедиции Д. И. Менделеева, предоставил материал для книги «Уральская железная промышленность в 1899 году».
Состоял членом Горного совета при Министерстве государственных имуществ, Конторы уполномоченных Съезда горнопромышленников Урала, Совещательной конторы железозаводчиков, вице-президентом Французского благотворительного общества в Санкт-Петербурге.

## В литературе
Анатолий Октавович стал прототипом героя романа Д.Н. Мамина-Сибиряка «Горное гнездо» — Альфреда Осиповича Прейна.

## Публикации
- Жонес де Спонвиль А.О. Приложение 15. Сведения о материалах, потребных в Нижне-Тагильских заводах на выделку произведений по результатам 1897-1898 года// «Уральская железная промышленность в 1899 году»/ ред. Д. И. Менделеев — СПб.: М-во финансов по Деп. торговли и мануфактур, 1900. — 464, 256, 146 с. : кар
- Жонес де Спонвиль А.О. Приложение 34. Результаты анализа доменных газов из домны Салдинских заводов// «Уральская железная промышленность в 1899 году»/ ред. Д. И. Менделеев — СПб.: М-во финансов по Деп. торговли и мануфактур, 1900. — 464, 256, 146 с. : кар